# Marina’s Montadora
Marina’s Montadora Ltda. war ein brasilianischer Hersteller von Automobilen.

## Unternehmensgeschichte
Das Unternehmen aus Fortaleza begann Ende der 1980er Jahre mit der Produktion von Automobilen. Der Markenname lautete Marina’s. Um die Jahrtausendwende betrug die monatliche Produktionskapazität 20 Fahrzeuge und der monatliche Verkauf etwa 5 Fahrzeuge. Mitte der 2000er Jahre endete die Produktion. Zu den Exportländern gehörte Kap Verde.

## Fahrzeuge
Im Angebot standen VW-Buggies. Ein Rohrrahmen mit kurzem Radstand stellte die Basis dar, worauf eine offene türlose Karosserie aus Fiberglas montiert wurde. Rechteckige Scheinwerfer waren in die Fahrzeugfront integriert.